# Сібілла Алерамо
Сібі́лла Алера́мо (псевдонім Ріни Фарро; італ. Sibilla Aleramo; *14 серпня 1876, Алессандрія — †13 січня 1960, Рим) — італійська письменниця-феміністка, поетка та редакторка.

## Життєпис
Народилася в Алессандрії. У 16 років вимушено вступила в шлюб з Ульдеріко П'єранджелі, чоловіком який був на десять років старший за неї і який зґвалтував її, коли їй було лише 15 років, (див. Франка Віола і італ. matrimonio riparatore). У 1901 році Алерамо ухвалила рішення залишити чоловіка з сином та переїхати в Рим.
Після відвідання СРСР в 1952 написала поему «Росія — висока країна».
Померла у віці 83 років в Римі після довгої хвороби.

## Особисте життя
У 1908 році, ще будучи у стосунках з Джованні Ченою, письменником і журналістом, вона познайомилася з Кордулою «Ліною» Полетті на конгресі суфражисток. Між ними зав'язалися стосунки, які пізніше були описані в романі «Переправа» (італ. Il passaggio, 1919). Її особисте листування з Полетті в останні роки досліджувалося завдяки їхньому неупередженому погляду на гомосексуальні стосунки.